# Labastida (localidad)
Labastida (oficialmente Labastida/Bastida) es una localidad del municipio de Labastida, en la provincia de Álava, España. 

## Despoblado
Forma parte de la localidad el despoblado de:
- Remelluri.[1]

## Demografía
| Gráfica de evolución demográfica de Labastida entre 2000 y 2017 |
|                                                                 |
| Población de derecho según los censos de población del INE.     |